# Caïdat de Drargua
Pour les articles homonymes, voir Drargua.
Le caïdat de Drargua est une circonscription administrative marocaine situé dans le cercle d'Agadir-Banlieue, lui-même situé dans la préfecture d'Agadir Ida-Outanane, au sein de la région administrative de Souss-Massa. Son chef-lieu se trouve dans la commune éponyme de Drargua.

## Communes
Seul une commune rurale est rattachée au caïdat de Drargua : Drargua.
| Année | Nb. Commune | Liste Commune |
| 1994  | 1           | Drargua       |

## Historique
Le caïdat de Drargua, est créé en 1994, et est rattaché au cercle d'Agadir-Banlieue, lui-même rattaché à la préfecture d'Agadir Ida-Outanane, qui vient juste d'être créée. Il compte à sa création une commune rurale : Drargua.

## Démographie
Selon les données communales des derniers recensements, la population du caïdat de Drargua est passée, de 2004 à 2014, de 37 115 à 70 793 habitants,.